# Al Re Umberto
Al Re Umberto è un inno di Giovanni Pascoli dedicato al re d'Italia Umberto I all'indomani della sua uccisione avvenuta a Monza il 29 luglio 1900, per mano di un anarchico.

## Composizione
Pur avendo avuto, in gioventù, simpatie per il movimento anarco-socialista, Giovanni Pascoli rimase molto scosso e amareggiato alla notizia della morte del Re, ucciso da un appartenente agli ambienti anarchici italiani, l'emigrato Gaetano Bresci, gli stessi da cui era provenuto, due anni prima, anche l'assassino dell'imperatrice d'Austria Elisabetta detta Sissi e ancora l'assassino del premier spagnolo Antonio Cánovas del Castillo e quello del presidente francese Marie-François Sadi Carnot.
Il sovrano Umberto, soprannominato il «Re buono» per l'attivismo dimostrato nel soccorrere la popolazione di Napoli colpita dal colera nel 1884, era peraltro già sopravvissuto a un altro attentato nel 1878, opera di Giovanni Passannante (oltre che a un altro pochi anni prima). Dopo i moti di Milano (1898) e la decorazione data al generale Fiorenzo Bava Beccaris che aveva sparato sulla folla, era entrato nel mirino del Bresci e dei socialisti, ma il mito del Re Buono era ancora vivo.
In occasione di quel fallito attentato, il giovane poeta Giovanni Pascoli, allora simpatizzante anarchico, avrebbe scritto un sonetto proprio inneggiante all'attentatore, dal presunto titolo Ode a Passannante, che sarebbe stato però subito dopo strappato, forse per timore di essere arrestato, o anche pentito al pensiero dell'omicidio di suo padre. Del sonetto si conoscono solamente gli ultimi due versi tramandati oralmente: «colla berretta d'un cuoco, faremo una bandiera».
La paternità del componimento è tuttavia oggetto di controversie, dato che sia la sorella Maria, sia lo studioso Piero Bianconi, hanno negato che Pascoli l'avesse scritto. Malgrado la mancanza di fonti tangibili circa l'esistenza dell'ode, Gian Battista Lolli, vecchio segretario della federazione socialista di Bologna e amico del Pascoli, attribuì al poeta la realizzazione della lirica, dichiarando di averne assistito a una lettura da parte sua durante una manifestazione socialista.
Pascoli era stato persino arrestato il 7 settembre 1879, a seguito dei disordini generati dalle proteste degli anarchici per la condanna all'ergastolo di Passannante, ma dopo un centinaio di giorni era stato assolto. Avrebbe in seguito attraversato un periodo difficile in cui meditò anche il suicidio, finché abbandonò la militanza politica, mantenendosi nell'alveo di un socialismo umanitario.
Quando il re Umberto venne colpito a morte, sarà lo stesso Pascoli a incaricarsi di dar voce al dolore esterrefatto della nazione, essendo il suo maestro Giosuè Carducci impossibilitato a farlo per via della paralisi provocatagli da un ictus.

### Struttura metrica
L'inno è suddiviso in dodici sezioni, ciascuna delle quali è contraddistinta da un numero romano. Ogni sezione è formata da tre strofe: le prime due sono quartine di versi novenari, la terza è una quartina composta da tre novenari e un senario finale; in tutte le strofe, che sono 36 per un totale di 144 versi, è usata la rima alternata e tutti i versi sono piani.

### Pubblicazione e dedica
L'inno al Re Umberto apparve la prima volta sul settimanale «Il Marzocco» il 12 agosto 1900, ed entrò a far parte della prima edizione di Odi e inni nel 1906.
L'apparizione sul Marzocco fu accompagnata da una dedica, in cui Pascoli univa i temi del patriottismo a quelli del socialismo, diventando un predecessore del patriottismo socialista o del socialismo nazionale (posizione che manterrà sempre d'ora in avanti):
Siate degni di Dante, o figli di Dante!»
(Giovanni Pascoli, dedica ristampata nelle Note a Odi e inni (1896-1905), pag. 205, Bologna, Zanichelli, 1906)

## Contenuto

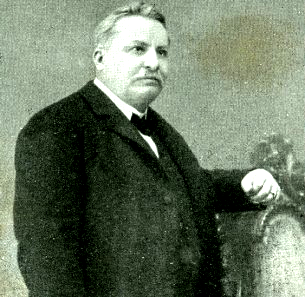
Giovanni Pascoli

Come gli altri componimenti delle Odi e Inni, Al Re Umberto tratta di avvenimenti dell'attualità che il poeta considerava di portata nazionale, affrontandoli nell'ottica di una solidarietà sociale e ideale, rivendicando una libertà di pensiero priva di legami con i partiti e con le appartenenze politiche.
La prima delle 12 sezioni in cui l'inno è strutturato incomincia con un'allocuzione rivolta al Re:
«In piedi, sei morto, tra i suoni

dell'inno a cui bene si muore:

in piedi: con palpiti buoni

nel cuore, colpito nel cuore 

[...]

sul campo; nell'ultima sera

guardando, tra i fremiti lieti,

che cosa, o Re morto? Una schiera

di giovani atleti [...]»

(Al Re Umberto, 1-12)
L'inno poi presenta strofe sul tipico tema pascoliano del problema del male, irrisolto.
Pascoli, infine, incita l'Italia ad andare dove la chiama il suo «fato», come il «Re forte» è andato alla ricerca del suo Ideale, di un «perno» nell'infinità del mondo, come chi fa quel che deve.
«Va, memore Italia, tra i primi

Va, memore Italia, tra i primi

tu giunta per ultima. Doma,

costringi, e rialza e redimi!

va, giovane Roma! 

[...]

Va, in mezzo alla grigia bufera,

va, dove s'incontra e s'indora

con questa che sembra una sera,

la sùbita aurora!»

(Al Re Umberto, 117-144)